# Andrea Ghez

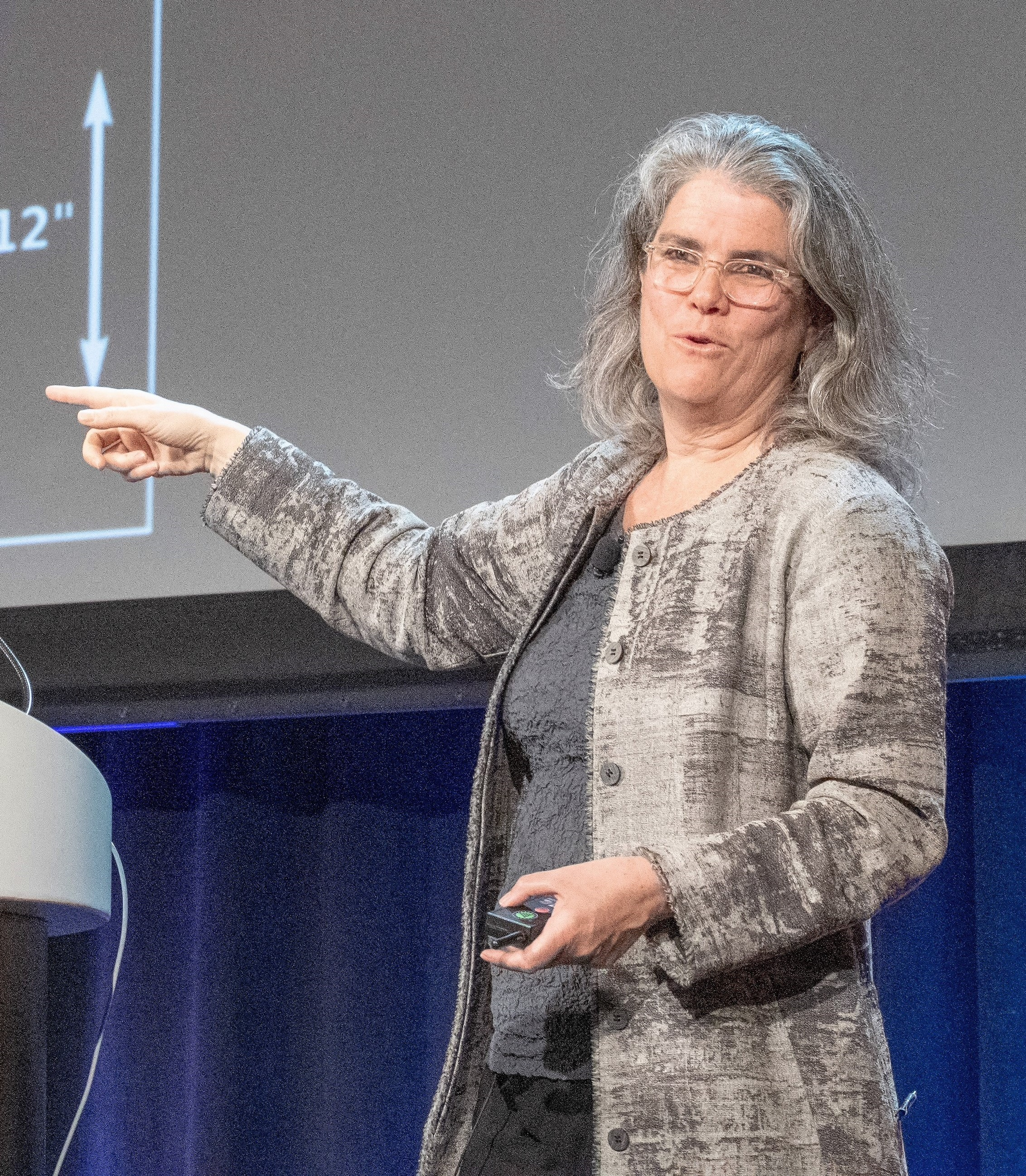
Andrea Ghez, 2019

Andrea Mia Ghez (* 16. Juni 1965 in New York) ist eine US-amerikanische Astronomin. Ihr wurde 2020 für die Entdeckung des Schwarzen Lochs im Zentrum der Milchstraße zusammen mit Reinhard Genzel eine Hälfte des Nobelpreises für Physik zuerkannt.

## Leben
Ghez wurde in New York City als Tochter von Susanne Ghez (geb. Gayton) und Gilbert Ghez geboren. Ghez wuchs in Chicago auf und besuchte die University of Chicago Lab School. Die Mondlandungen des Apollo-Programms inspirierten sie dazu, die erste weibliche Astronautin werden zu wollen, wobei ihre Mutter dieses Ziel unterstützte. Sie begann am College mit dem Hauptfach Mathematik, wechselte aber zur Physik. Ghez studierte Physik am Massachusetts Institute of Technology (Bachelor 1987) und am California Institute of Technology (Master 1989). Ihre Promotion erhielt sie 1992 ebenfalls am Caltech. Danach war sie 1992/93 als Postdoktorandin und Hubble Research Fellow (siehe Space Telescope Science Institute) am Steward Observatory der University of Arizona. 1994 wurde sie Assistant Professor, 1997 Associate Professor und 2000 Professor für Astronomie an der University of California, Los Angeles (UCLA).
Durch die Anwendung neuer Techniken (Speckle-Optik und später adaptive Optik) in der Infrarotastronomie konnte Ghez beispielsweise sich eng umkreisende Doppelsternsysteme auflösen und so neue Erkenntnisse zur Entstehung von Sternen gewinnen. Mithilfe dieser Techniken untersuchte Ghez zusammen mit anderen Wissenschaftlern am Keck-Observatorium auf Hawaii über einen Zeitraum von mehreren Jahren die Bewegung der Sterne im Zentrum der Milchstraße (Sagittarius A*). Hier konnte sie – wie im Übrigen auch Wissenschaftler am Very Large Telescope um Reinhard Genzel – den Nachweis eines supermassereichen Schwarzen Lochs führen. Dieses hat eine Masse von mehr als 4 Millionen Sonnenmassen. Die in der Nähe beobachteten Sterne bewegten sich mit bis zu 4 % der Lichtgeschwindigkeit (12.000 km/s). Ghez entdeckte dabei auch das überraschend junge Alter einiger Sterne nahe dem Schwarzen Loch.
2020 erhielt sie zusammen mit Reinhard Genzel eine Hälfte des Nobelpreises für Physik für die Entdeckung des Schwarzen Lochs im Zentrum der Milchstraße. Die andere Hälfte des Preises erhielt Roger Penrose für theoretische Arbeiten zu Schwarzen Löchern.
Sie ist seit 1993 mit dem Geologen Tom LaTourrette verheiratet und hat zwei Söhne.

## Auszeichnungen
- 1994: Annie-Jump-Cannon-Preis für Astronomie
- 1996: Sloan Research Fellow
- 1998: Newton-Lacy-Pierce-Preis für Astronomie
- 1999: Maria Goeppert-Mayer Award der American Physical Society (APS)
- 2004: Sackler-Preis für Physik
- 2006: Aaronson Award
- 2008: MacArthur Fellow
- 2012: Crafoord-Preis
- 2016: Bakerian Lecture
- 2020: Nobelpreis für Physik
- 2025: Rumford-Preis

## Mitgliedschaften
- 2004: National Academy of Sciences
- 2004: American Academy of Arts and Sciences
- 2012: American Philosophical Society
- 2024: Päpstliche Akademie der Wissenschaften[5]

## Veröffentlichungen (Auswahl)
- Andrea M. Ghez, B. Klein, M. Morris, E. E. Becklin: High Proper‐Motion Stars in the Vicinity of Sagittarius A*: Evidence for a Supermassive Black Hole at the Center of Our Galaxy. In: The Astrophysical Journal. Band 509, Nr. 2, 1998, S. 678–686, doi:10.1086/306528.
- Andrea M. Ghez, M. Morris, E. E. Becklin, A. Tanner, Ted Kremenek: The accelerations of stars orbiting the Milky Way's central black hole. In: Nature. Band 407, Nr. 6802, 2000, S. 349–351, doi:10.1038/35030032.
- Andrea M. Ghez, Gaspard Duchêne, K. Matthews, S. D. Hornstein, A. Tanner, James Larkin, M. Morris, E. E. Becklin, Samir Salim, Ted Kremenek, David Thompson, B. T. Soifer, G. Neugebauer, Ian S. McLean: The First Measurement of Spectral Lines in a Short-Period Star Bound to the Galaxy’s Central Black Hole: A Paradox of Youth. In: The Astrophysical Journal. Band 586, Nr. 2, 2003, S. L127–L131, doi:10.1086/374804.
- Andrea M. Ghez, Samir Salim, S. D. Hornstein, A. Tanner, Jessica R. Lu, M. Morris, E. E. Becklin, Gaspard Duchêne: Stellar Orbits around the Galactic Center Black Hole. In: The Astrophysical Journal. Band 620, Nr. 2, 2005, S. 744–757, doi:10.1086/427175.
- Andrea M. Ghez, Samir Salim, Nevin N. Weinberg, Jessica R. Lu, Tuan Do, Julia Dunn, K. Matthews, M. Morris, S. Yelda, E. E. Becklin, Ted Kremenek, Miloš Milosavljević, Jill Naiman: Measuring Distance and Properties of the Milky Way’s Central Supermassive Black Hole with Stellar Orbits. In: The Astrophysical Journal. Band 689, Nr. 2, 2008, S. 1044–1062, doi:10.1086/592738.